# Hersheypark Arena
El Hersheypark Arena (originalment Hershey Sports Arena) és un pavelló poliesportiu localitzat a Hershey (Pennsilvània). El pavelló té capacitat per asseure 7.286 persones, i inclosa la capacitat del pavelló sense seients, té capacitat per a més de 8.000 persones. Va ser construït el 1936, i aleshores era conegut com a Hershey Sports Arena.

## Història

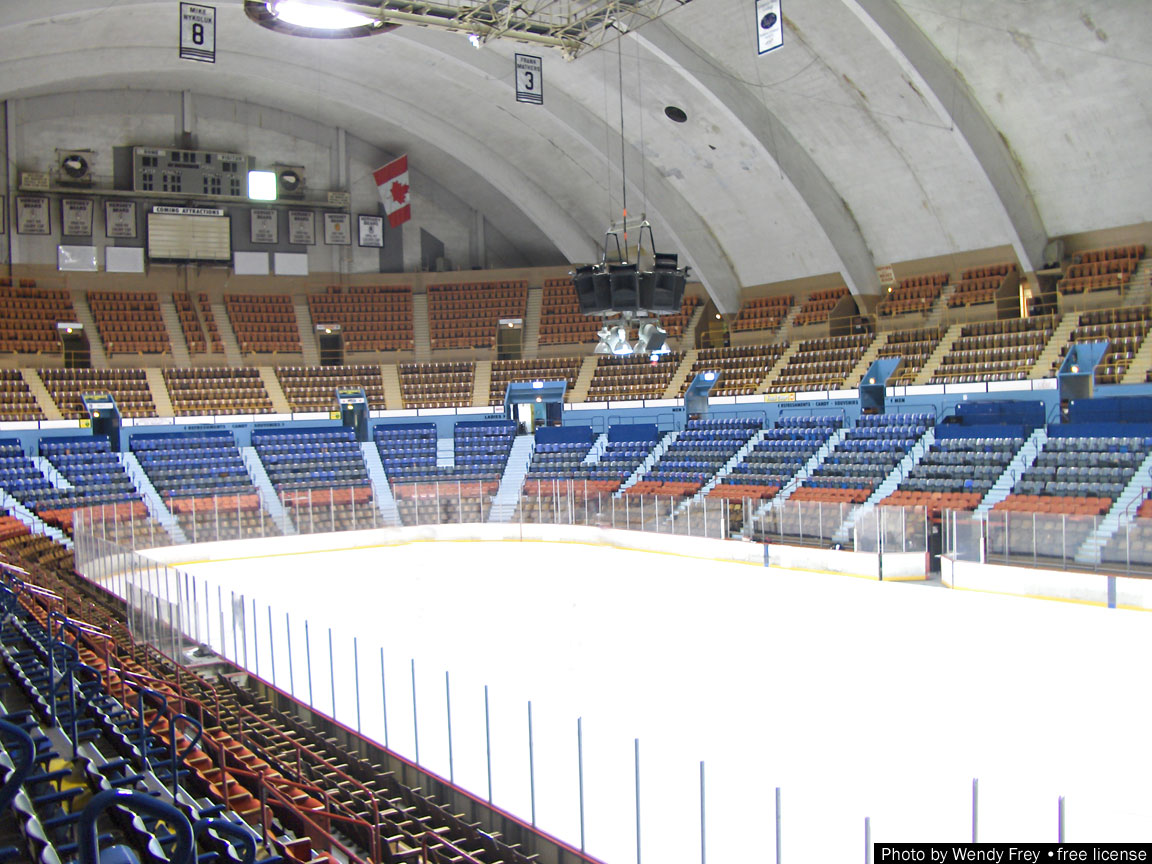
Vista interior de Hersheypark Arena

Aquest pavelló és on jugaven els Hershey Bears, de l'American Hockey League (AHL) d'hoquei sobre gel, qui van moure al pavelló Giant Center el 2002, però l'utilitzen com a pavelló d'entrenaments encara avui en dia. També va ser on es jugaren diversos partits amistosos de la National Hockey League (NHL) i s'hi han jugat divuit finals de la Copa Calder i tres partits all-star de la AHL. Avui en dia és el pavelló pels equips d'hoquei sobre gel de la Lebanon Valley College i de la Shippensburg University of Pennsylvania, a més dels Hershey JR Bears, un equip juvenil dels Hershey Bears. Durant la majoria de caps de setmana dels mesos de tardor i hivern, la pista de gel és oberta al públic per a patinatge sobre gel.
Un altre esport que ha estat jugat al pavelló és el bàsquet. El 2 de març del 1962, el pivot Wilt Chamberlain dels Philadelphia Warriors va establir-hi un rècord NBA marcant 100 punts contra els New York Knicks.
Va albergar els campionats de bàsquet i lluita lliure de l'Associació Atlètica Interescolar de Pennsilvània (Pennsylvania Interscholastic Athletic Association), i també va servir com a pavelló de l'equip Hershey Impact de la National Professional Soccer League del 1988-1991.
El 13 d'octubre del 1953 el pavelló va albergar una festa d'aniversari extravagant per al President Dwight D. Eisenhower, del qual la seva granja i segona granja estaven localitzades a la ciutat propera de Gettysburg.
La banda Phish hi tocà l'1 de desembre del 1995. Hi enregistraren un disc en directe anomenat Live Phish 12.01.95.